# Portocannone
Portocannone (Portkanuni in arbëreshe) è un comune italiano di 2 325 abitanti della provincia di Campobasso in Molise.
Sorge su un colle a 148 metri s.l.m. nelle vicinanze della riva destra del fiume Biferno, ed è ubicato a circa 65 chilometri ad est dal capoluogo di regione. È uno dei quattro comuni della provincia di Campobasso appartenenti alla minoranza etnica e linguistica albanese, insieme a Campomarino, Montecilfone e Ururi, che mantiene da secoli la lingua e la cultura arbëreshë che li contraddistingue. Il cognome Manes,  di origine albanese, è il più diffuso nel comune e a Montecilfone. Il comune fa parte inoltre dell'associazione nazionale città dell'olio, che mira a promuovere l'olio extravergine di oliva e i territori di produzione.

## Storia

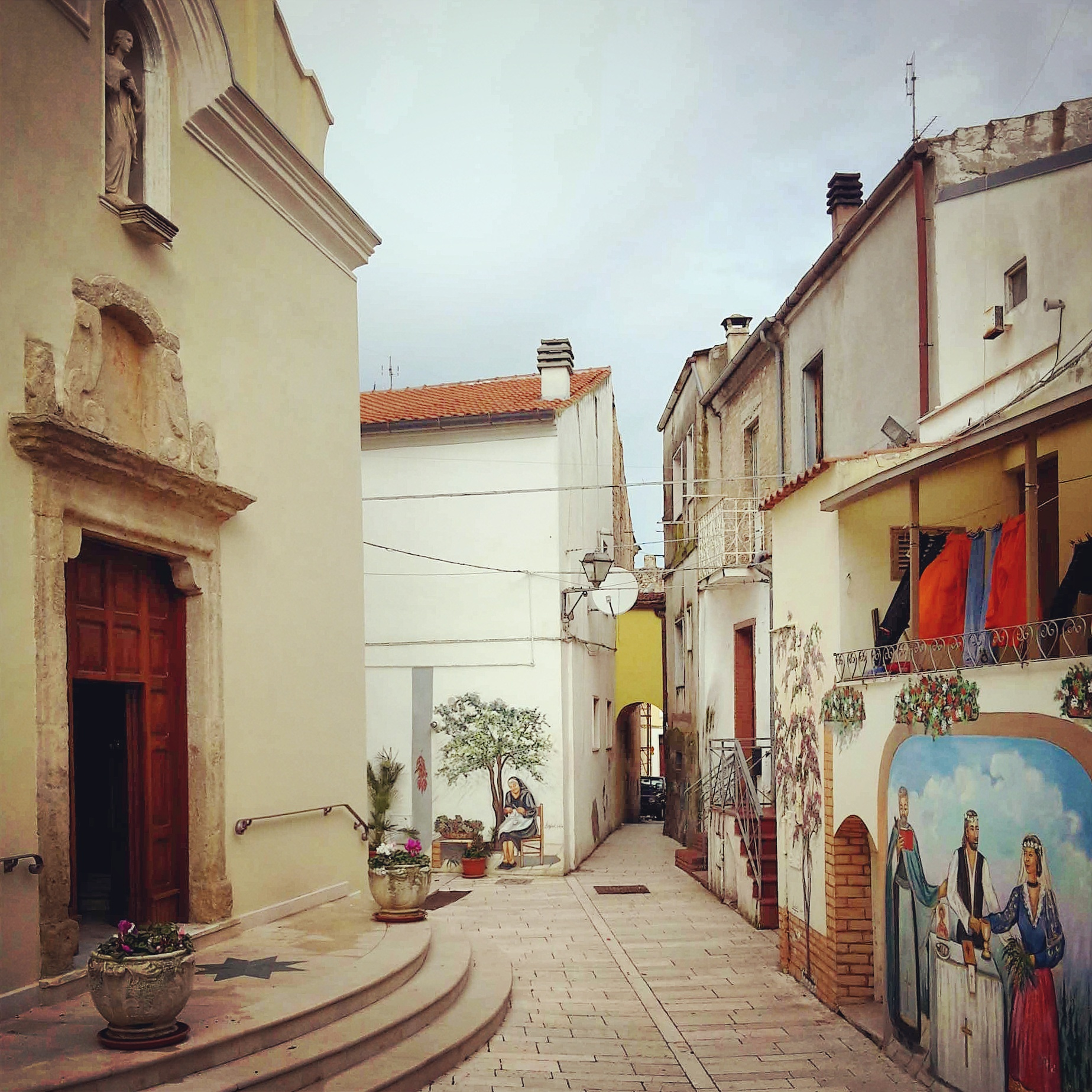
Portocannone (CB), borgo Costantinopoli

Il paese di Portocannone esisteva già in epoca medievale. Nel 1137 era chiamata Portocandesium e successivamente, come risulta dai registri angioini del 1320, il suo nome fu mutato in Portocanduni. La Portocannone del periodo latino ebbe fine a seguito del violento terremoto del 1456 che la rase al suolo quasi interamente e distrusse la maggior parte delle abitazioni. Fu ricostruita interamente dieci anni dopo da una colonia di esuli Arbëreshë, durante la prima emigrazione Albanese che ebbe luogo nel 1461, quando re Ferdinando I d'Aragona, per vincere la fazione angioina contro cui era in guerra, ottenne l'aiuto delle milizie di Giorgio Castriota Skanderbeg, l'eroe nazionale albanese che combatté per la libertà del suo popolo e della sua terra. La morte del condottiero Arbëreshë comportò l'invasione ormai certa dei Turchi ottomani, così molti albanesi varcarono l'Adriatico, certi di ottenere la protezione del regno di Napoli in virtù dei benefici che il principe Skanderbeg aveva reso alla corona d'Aragona. Vennero così ripopolati i paesi distrutti dal terremoto e iniziò la rifondazione di Portocannone. Al luogo, che si trovava a poca distanza dal vecchio centro abitato dai Latini, (nei pressi dell'attuale cimitero) fu dato lo stesso nome del paese raso al suolo dal terremoto, Portocannone, e vi fu subito costruita la nuova chiesa in onore della Madonna di Costantinopoli. E in memoria di questo evento ogni anno, il lunedì successivo al giorno della Pentecoste, si svolge la nota gara della Carrese. Portocannone come Ururi, fra aprile e maggio sono interamente coinvolte da un rito, quello della corsa di carri trainati da buoi, seguiti da giovani a cavallo. La contesa, in cui i partecipanti si dividono in tre grandi fazioni nutrite da rivalità folcloristica, i "Giovani", i “Giovanotti" e i “Xhuvëntjelvët”, dai colori sociali bianco-celesti i primi, giallo-rossi i secondi e arancione i terzi, ha in palio l'ambito premio del diritto di portare in processione il simulacro del Santo protettore,la Madonna di Costantinopoli.

### Simboli
Lo stemma e il gonfalone sono stati concessi con decreto del presidente della Repubblica n. 1288 del 26 febbraio 1982.
Nello stemma è molto probabilmente rappresenta l'antica torre che è all'origine del  palazzo baronale Cini-Tanasso, costruito nel XVIII secolo.
Il gonfalone è un drappo di azzurro.

## Monumenti e luoghi d'interesse

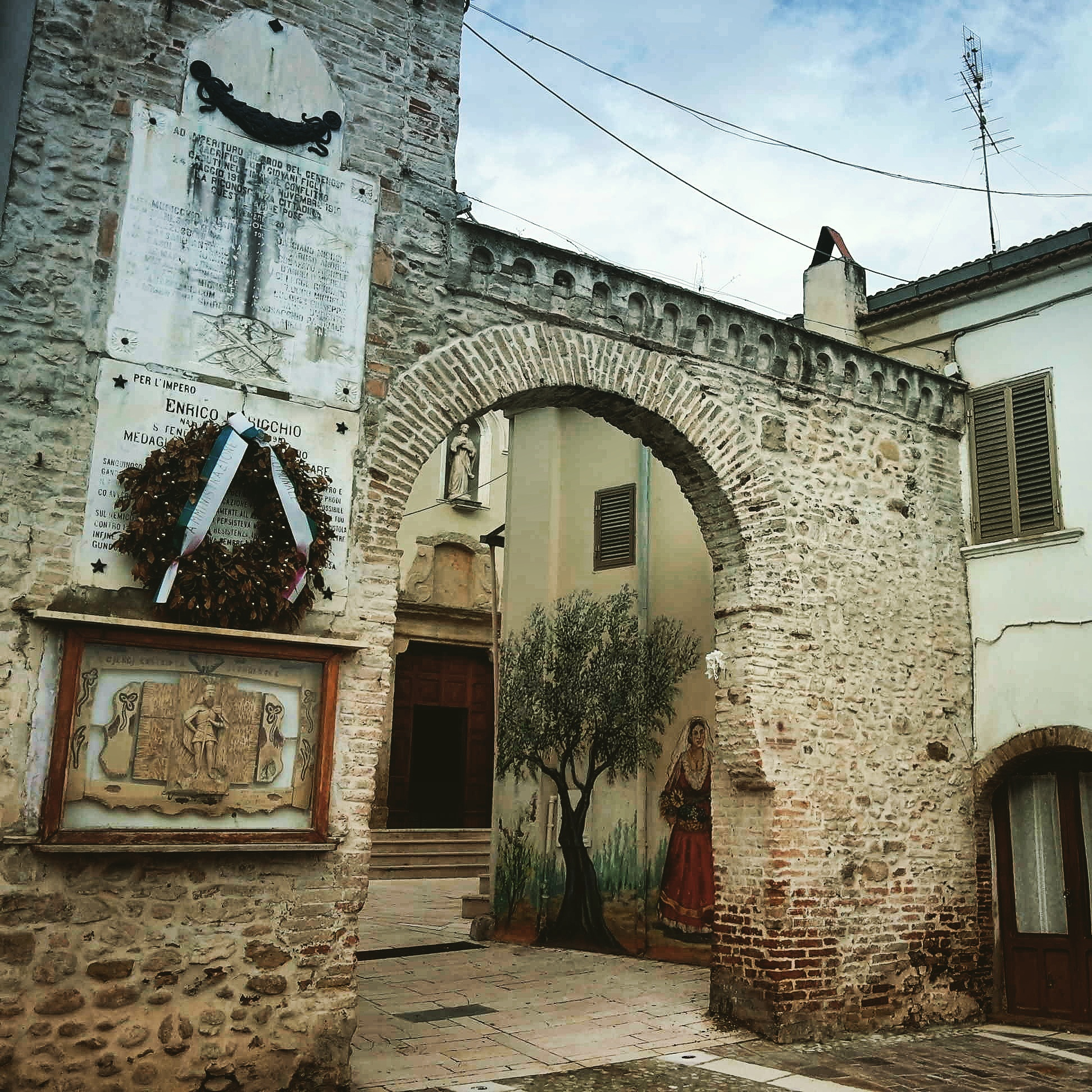
Portocannone, borgo Costantinopoli

### Porta urbica di Borgo Costantinopoli
Caratteristica è la magnifica "Porta Principale" del paese, ornata da dipinti rappresentanti le usanze arbëreshë. L'arco a tutto sesto in pietra sembra appoggiarsi ad una torre con orologio a pianta quadrata. La torre alla sommità è decorata da archetti pensili, e reca iscrizioni in marmo lungo la sua altezza.

### Palazzo baronale
Spicca il palazzo baronale costruito tra il 1735 e il 1742 dal barone Carlo Diego Cini, è attualmente di proprietà della famiglia Tanasso, restaurato nel 1915. Il palazzo si presenta come una massiccia costruzione con muro a leggera scarpa e contrafforti rastremati negli angoli, ed è dotato di magazzini al piano terreno e di patio al centro. Simmetrico ed equilibrato negli arredi; la facciata è sezionata in tre parti: le finestre più esterne sormontate da piccole lunette, quelle più interne da un piccolo frontone, e quelle centrali anch'esse da piccole lunette. Il primo piano è quello abitato ed è costituito da numerose stanze con affreschi e mobili d'epoca, mentre all'ultimo piano si trova un portico aggettante e sul lato orientale un loggiato con prospiciente giardino. La piazza antistante il palazzo è occupata da una fontana, visibile in primo piano. Di fronte al palazzo baronale è presente la piazza del comune basso molisano costituita tutta in pietra, nella quale è presente la fontana centrale.

### Chiesa Madre dei Santi Pietro e Paolo
Nel centro storico di Borgo Costantinopoli vi è la Chiesa Madre dei Santi Pietro e Paolo del XVI secolo. All'interno vi si possono ammirare: il quadro della Beata Vergine Maria SS. di Costantinopoli risalente al XVI secolo, il battistero ottagonale in quercia intagliata terminante a cuspide, il magnifico tetto della chiesa rappresentante passi della Bibbia e i più grandi dipinti italiani, come l'Ultima cena di Leonardo da Vinci.

### Chiesa della Madonna del Carmelo
Un'altra Chiesa è quella dedicata alla Madonna del Carmelo, presente nella parte più interna del paese. Appartiene al XVII secolo, ed è a navata unica.

## Società

### Evoluzione demografica
Abitanti censiti

### Etnie e minoranze straniere
Secondo i dati ISTAT al 31 dicembre 2010 la popolazione straniera residente a Portocannone era di 163 persone. Le nazionalità maggiormente rappresentate in base alla loro percentuale sul totale della popolazione residente erano:
- Romania 69 2,68%
- Albania 53 2,06%

### Lingue e dialetti
A Portocannone è parlato ancora oggi l'antica lingua arbëreshe. Importante è lo sportello linguistico, che, tramite iniziative e spettacoli di vario genere, mantiene viva la cultura e la lingua.

## Cultura
Il paese è dotato di strutture per il tempo libero e per attività culturali, tra le quali emerge il Teatro comunale e l'Anfiteatro antistante la locale scuola media che, nel periodo estivo, consente la rappresentazione all'aperto di spettacoli teatrali e musicali.

## Economia
L'economia si basa essenzialmente sull'agricoltura, con la produzione principalmente di grano.

## Amministrazione
| Periodo        | Periodo        | Primo cittadino      | Partito                                                        | Carica                  | Note  |
| -------------- | -------------- | -------------------- | -------------------------------------------------------------- | ----------------------- | ----- |
|                | 1808           | Musacchio Donato     |                                                                | Sindaco                 |       |
|                | 1810           | Angeloro Lorenzo     |                                                                | Sindaco                 |       |
|                | 1811           | D'Alfonso Giuseppe   |                                                                | Sindaco                 |       |
| 1812           | 1813           | Campofreda Nazario   |                                                                | Sindaco                 |       |
| 1813           | 1815           | Tanasso Aniello      |                                                                | Sindaco                 |       |
| 1815           | 1822           | D'Alfonso Giuseppe   |                                                                | Sindaco                 |       |
| 1822           | 1826           | Tanasso Aniello      |                                                                | Sindaco                 |       |
| 1826           | 1828           | D'Alfonso Nicola     |                                                                | Sindaco                 |       |
|                | 1829           | Glave Andrea         |                                                                | Sindaco                 |       |
| 1829           | 1833           | Manes Vincenzo       |                                                                | Sindaco                 |       |
| 1833           | 1837           | Manes Giovanni       |                                                                | Sindaco                 |       |
| 1838           | 1841           | Critani Tommaso      |                                                                | Sindaco                 |       |
| 1841           | 1843           | Muricchio Giovanni   |                                                                | Sindaco                 |       |
| 1844           | 1845           | Manes Giovanni       |                                                                | Sindaco                 |       |
| 1845           | 1849           | Tannasso Matteo      |                                                                | Sindaco                 |       |
| 1849           | 1850           | Muricchio Giovanni   |                                                                | Sindaco                 |       |
| 1850           | 1856           | Manes Tommaso        |                                                                | Sindaco                 |       |
| 1856           | 1860           | Musacchio Costanzo   |                                                                | Sindaco                 |       |
| 1860           | 1861           | Campofreda Luigi     |                                                                | Sindaco                 |       |
| 1861           | 1865           | Tanasso Matteo       |                                                                | Sindaco                 |       |
| 1865           | 1870           | Muricchio Vincenzo   |                                                                | Sindaco                 |       |
| 1870           | 1873           | Musacchio Costanzo   |                                                                | Sindaco                 |       |
| 1873           | 1876           | Manes Tommaso        |                                                                | Sindaco                 |       |
| 1876           | 1879           | Muricchio Costantino |                                                                | Sindaco                 |       |
| 1879           | 1882           | Muricchio Vincenzo   |                                                                | Sindaco                 |       |
| 1882           | 1885           | Manes Giovanni       |                                                                | Sindaco                 |       |
| 1886           | 1897           | Muricchio Paolo      |                                                                | Sindaco                 |       |
| 1897           | 1910           | Manes Michelangelo   |                                                                | Sindaco                 |       |
| 1910           | 1913           | Tanasso Matteo       |                                                                | Sindaco                 |       |
|                | 1913           | Manes Adamantonio    |                                                                | Sindaco                 |       |
| 1915           | 1920           | Pignoli Vito         |                                                                | Sindaco                 |       |
| 1920           | 1924           | Muricchio Giovanni   |                                                                | Sindaco                 |       |
| 1924           | 1926           | Viola Paolo          |                                                                | Sindaco                 |       |
| 1926           | 1929           | Tanasso Matteo       |                                                                | Podestà                 |       |
|                | 1930           | Acciaro Michelangelo |                                                                | Commissario Prefettizio |       |
| 1931           | 1943           | Musacchio Luigi      |                                                                | Podestà                 |       |
|                | 1944           | Acciaro Michelangelo |                                                                | Sindaco                 |       |
| 1944           | 1946           | Viola Pasquale       |                                                                | Sindaco                 |       |
| 1946           | 1952           | Licursi Giacomo      |                                                                | Sindaco                 |       |
| 1952           | 1956           | Musacchio Florenzo   |                                                                | Sindaco                 |       |
| 1956           | 1958           | Musacchio Nicola     |                                                                | Sindaco                 |       |
| 1958           | 1967           | Acciaro Vincenzo     |                                                                | Sindaco                 |       |
| 1967           | 1972           | Manes Fedele         |                                                                | Sindaco                 |       |
| 1973           | 1978           | Musacchio Costantino |                                                                | Sindaco                 |       |
| 1978           | 1983           | Lopes Elio Luigi     |                                                                | Sindaco                 |       |
| 1983           | 1988           | Musacchio Costantino |                                                                | Sindaco                 |       |
| 29 giugno 1988 | 6 maggio 1993  | Pietro Marcone       | Partito Comunista Italiano, Partito Democratico della Sinistra | Sindaco                 | [ 7 ] |
| 19 giugno 1993 | 28 aprile 1997 | Giuseppe Gallo       | Democrazia Cristiana                                           | Sindaco                 | [ 7 ] |
| 28 aprile 1997 | 14 maggio 2001 | Giuseppe Gallo       | Cristiani Democratici Uniti                                    | Sindaco                 | [ 7 ] |
| 14 maggio 2001 | 30 maggio 2006 | Domenico Rispoli     | lista civica                                                   | Sindaco                 | [ 7 ] |
| 30 maggio 2006 | 5 giugno 2016  | Luigi Mascio         | lista civica                                                   | Sindaco                 | [ 7 ] |
| 5 giugno 2016  | 4 ottobre 2021 | Giuseppe Caporicci   | lista civica Con il cuore per Portocannone                     | Sindaco                 | [ 7 ] |
| 4 ottobre 2021 | in carica      | Francesco Gallo      | lista civica Con il cuore per Portocannone                     | Sindaco                 | [ 7 ] |

## La corsa dei carri
La "corsa dei carri" è l'evento più atteso tra tutte le tradizionali manifestazioni che si svolgono a Portocannone, che coinvolge tutta la popolazione e gli abitanti dei paesi arbëreshë limitrofi e di tutti coloro che sono emigrati e che tornano ogni anno, puntualmente, il lunedì di Pentecoste. È un rituale in cui si mescolano religione e folklore, memoria e celebrazione del passato che viene rievocato annualmente.
Il racconto tradizionale narra che giunti sulle coste dell'Adriatico e trovatisi di fronte una terra incontaminata e ricoperta di vegetazione, gli arbëreshë, non sapendo dove stanziarsi nel vasto territorio, decisero di lasciar far scegliere ad una coppia di buoi aggiogati che trascinavano un carro sul quale fu posta l'effigie della Beata Vergine di Costantinopoli. Il carro risalendo il bosco di Ramitelli, raggiunse l'attuale sito ove fu definitivamente fondato Portocannone e ove è tuttora depositato il quadro di Maria SS. di Costantinopoli che, per questo, è sia oggetto di venerazione per tutti i fedeli del paese, sia l'ambìto trofeo della "corsa dei carri" che si svolge ogni anno nel paese a ricordo della venuta in Italia.
Questo evento comincia già la sera prima: la domenica di Pentecoste, i sostenitori di ogni singola fazione in gara si esibiscono separatamente in uno spettacolo pirotecnico nella piazza centrale, al fine di dare inizio ufficiale alla manifestazione. Comincia ad esibirsi il carro vincitore nell'anno precedente e, in successione, seguono le altre fazioni. La manifestazione dei fuochi artificiali di ogni carro si conclude con l'accensione di una lunga "catena di polvere pirica" (di circa 100, 150 m) distesa a terra ad una distanza di circa 20 metri dall'entrata del borgo Costantinopoli che, una volta accesa all'estremità opposta, viene trascinata a mani nude dal "cateniere" (cavaliere posto a guida dei buoi durante la gara del giorno successivo), fin sotto l'arco di accesso al borgo antico, dove avviene l'esplosione del botto finale. Il compito che il "cateniere" assolve durante la competizione è simulato, in questa occasione, dall'azione che egli compie nel trascinare, nel guidare la "catena di polvere pirica" — come i buoi il giorno della gara — oltre l'arco del borgo Costantinopoli e, affinché questo spettacolo sia benaugurante per l'evento vero e proprio del giorno successivo, è fondamentale che la lunga "catena" di fuochi non si spezzi durante il suo scoppio e trascinamento.
Alla gara prendono parte tre 
"partiti": i "Giovani" simboleggiati dai colori bianco e celeste, i "Giovanotti" con i colori giallo e rosso e, dal 2008, i "Xhuvëntjelvët" di colore arancione (costola dissidente dei Giovanotti). Tra il 1973 e il 1990, partecipò alla gara anche un altro carro, denominato "Skanderbeg", i cui colori erano il verde e il nero, ma che negli anni successivi non ebbe più la possibilità di gareggiare per mancanza di risorse economiche e per disaccordi nati in seno al gruppo.
La "corsa dei carri" è regolamentata da uno statuto, redatto e sottoscritto dai responsabili dei "partiti" e dalle autorità comunali. Fino al 1999 lo statuto prevedeva che il percorso della gara fosse di circa 2,9km e che alla competizione dovessero partecipare carri trainati da due coppie di buoi ma, in seguito al verificarsi di incidenti pericolosi per la vita di coloro che fanno parte del servizio d'ordine e di supporto tecnico dei carri in gara e dopo vari disaccordi tra i sostenitori delle tifoserie opposte, si è preferito modificare nel 2000 l'antica normativa.
Oggi il percorso della gara è di circa 3,8km e il numero di buoi aggiogati è sceso a due; inoltre, è stato modificato anche il regolamento relativo all'ordine di partenza dei carri: mentre il vecchio statuto prevedeva che si mantenesse l'ordine di arrivo dell'anno precedente, quello odierno stabilisce che l'ordine di partenza dei carri sia determinato da un sorteggio.
La vera e propria "corsa" ha inizio nelle prime ore del pomeriggio, quando i tre carri (i "Giovani", i "Giovanotti" e i "Xhuvëntjelvët") e la folta schiera di cavalieri a loro seguito si avviano verso la chiesa dei SS. apostoli Pietro e Paolo, ove avviene la benedizione da parte del sacerdote affinché la Madonna di Costantinopoli protegga animali ed esseri umani durante tutta la competizione.
I carri si avviano poi verso la partenza, situata nel Vallone delle Canne. Durante questo tragitto, le tre formazioni sono accompagnate dai cavalieri e dagli addetti al servizio d'ordine e di supporto tecnico, indispensabili al momento della partenza perché devono "girare il carro"; infatti, è necessario invertire il senso di marcia per poter ritornare in paese e tagliare il traguardo. È indispensabile una rotazione su se stessi di 180°, per la quale occorre molta forza fisica per sollevare il carro di legno con su i tre "carristi" (persone che dall'interno del carro pungolano i buoi durante la corsa) e farlo girare.
Tra i tre carri vi è una distanza di sicurezza di 25 m che permette di svolgere questi movimenti in tutta libertà, senza intralciare la squadra avversaria. Una volta sulla linea di partenza, la giuria, presieduta dal sindaco del paese, controlla che queste operazioni avvengano nel rispetto delle norme dello statuto, poi quando tutti sono ai loro posti, il sindaco dà la partenza gridando "girate", seguito da un colpo di pistola. Nel giro di pochi secondi, i carri vengono ruotati su loro stessi; i buoi sono lanciati a forte velocità sotto lo stimolo dei lunghi pungoli impugnati dai cavalieri, i quali hanno il compito di disporsi a semicerchio intorno al carro sia per spronare continuamente gli animali sia per spingere il carro da dietro, in modo da aiutare i buoi nel traino della struttura di legno e ferro — appesantita anche dalla presenza dei tre "carristi" — lungo tutto il tragitto.
Durante la gara è possibile che si effettuino dei sorpassi se il carro che è in ultima posizione ha dei buoi più allenati e più veloci e se la corsia di sorpasso (costruita parallelamente al percorso asfaltato della gara) si trova in una posizione strategica rispetto al normale tracciato di percorrenza. Ogni "partito" organizza, per proprio conto, almeno una volta a settimana una corsa di allenamento, che simula la vera e propria gara: i buoi vengono lasciati a digiuno ventiquattro ore prima, vengono sottoposti a massaggi e controlli medici che attestino il loro perfetto stato di salute, vengono ferrati e puliti; i cavalieri hanno il compito di provvedere personalmente al benessere e alla forma fisica del proprio cavallo e, infine, i responsabili del "partito" (compresi i "carristi") si riuniscono per elaborare una strategia di gara che viene anch'essa provata durante i quattro mesi di preparazione.
Naturalmente, questa competizione comporta un forte dispendio di risorse non solo fisiche (da parte di coloro che vi prendono attivamente parte), ma anche economiche perché la quantità di denaro che occorre per sostenere tutte le spese necessarie all'acquisto e al mantenimento di tutti gli animali è a completo carico dei sostenitori dei tre "partiti". L'intera popolazione finanzia direttamente e per tutto l'anno la squadra per cui tifa: è per questo che il coinvolgimento è sentito sotto tutti i punti di vista. Ogni famiglia di Portocannone sostiene da sempre lo stesso carro ed è così che si è conservata e tramandata questa appartenenza all'uno o all'altro gruppo, trasmettendola di padre in figlio, di generazione in generazione.
Al momento dell'arrivo sotto l'arco del borgo Costantinopoli, dinanzi alla chiesa, i partecipanti alla gara (cavalieri e "carristi") si stringono la mano e i vincitori ricevono le congratulazioni da parte degli sconfitti. I festeggiamenti cominciano subito con l'intonazione dell'inno di vittoria — La canzone del Piave — suonato dal complesso bandistico che seguirà il corteo in festa lungo le strade del paese, sfilando davanti alle abitazioni di tutti i sostenitori del gruppo vincitore, in cui vengono offerte a tutti deliziose vivande, dolci e bevande.
Il giorno successivo, in occasione dei festeggiamenti in onore della Beata Vergine di Costantinopoli, i carri vengono addobbati a festa e prendono parte alla processione religiosa della statua della Madonna lungo le vie del paese; in questa occasione, al carro vincitore della competizione spetta il merito di portare con sé in processione la riproduzione del dipinto della Vergine di Costantinopoli, patrona di Portocannone in onore della quale — stando al racconto tradizionale — viene svolta la competizione, come ringraziamento per aver portato in salvo i profughi albanesi giunti da oltremare nel XV secolo.

## Sport

### Impianti sportivi
Tra le strutture sportive prevale lo "Stadio comunale dei Pini", omologato anche per incontri di serie C, il campo da tennis e la Palestra comunale che, nei mesi scolastici, ospita corsi di danza e ginnastica.